# Sahlgrenska sockerbruket

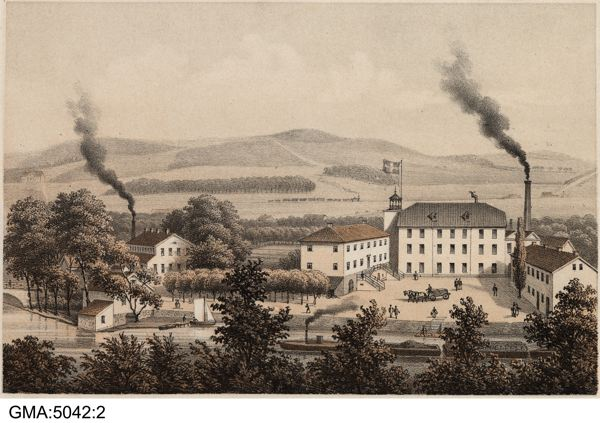
Gamlestadens spinneri – tidigare Sahlgrenska sockerbruket – sett från norr med Säveån i förgrunden, grafiskt blad från omkring 1870. Bildarkivet vid Göteborgs stadsmuseum.

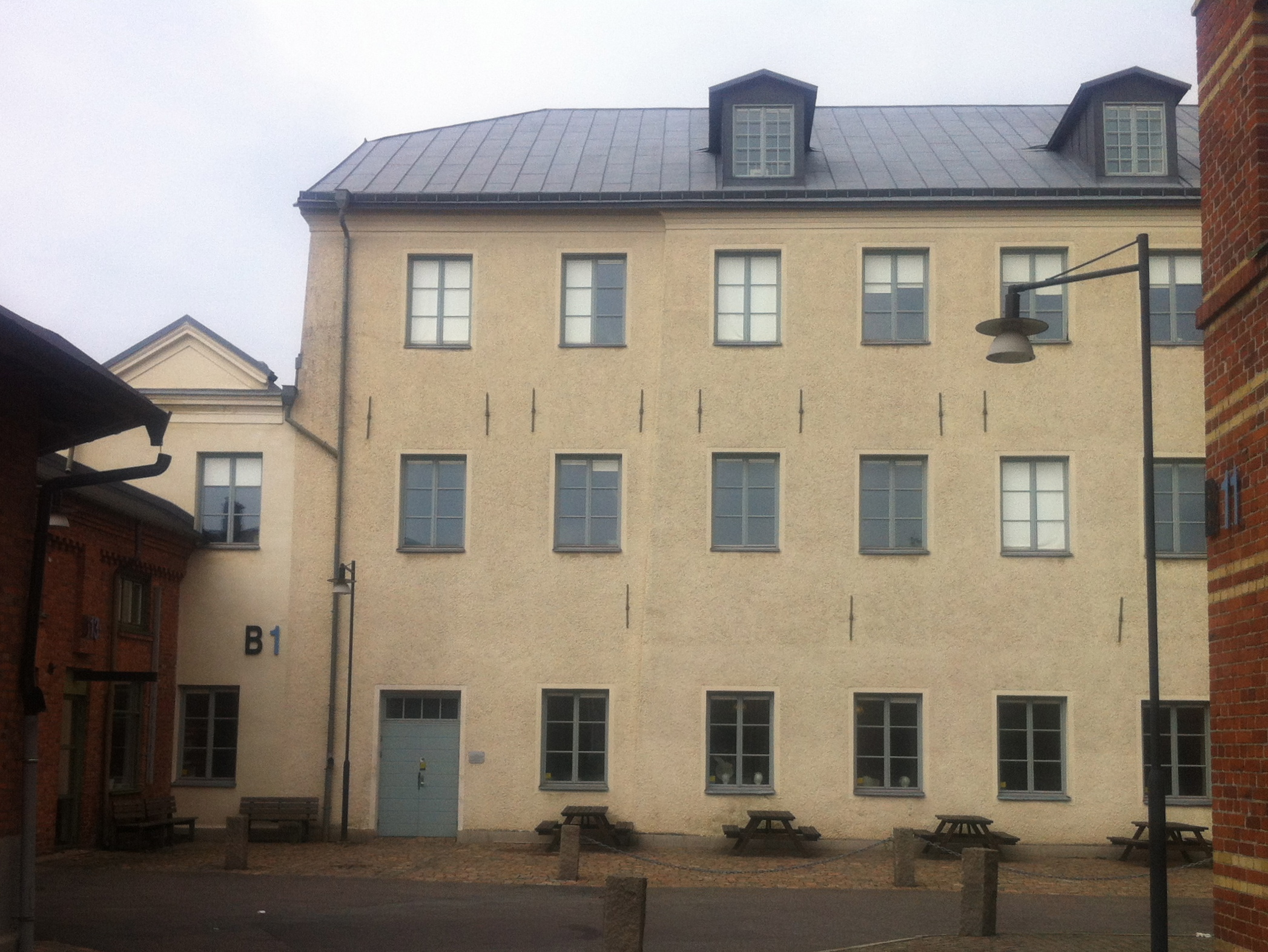
Huvudbyggnaden (B1) vid tidigare Sahlgrenska sockerbruket sedd från söder.

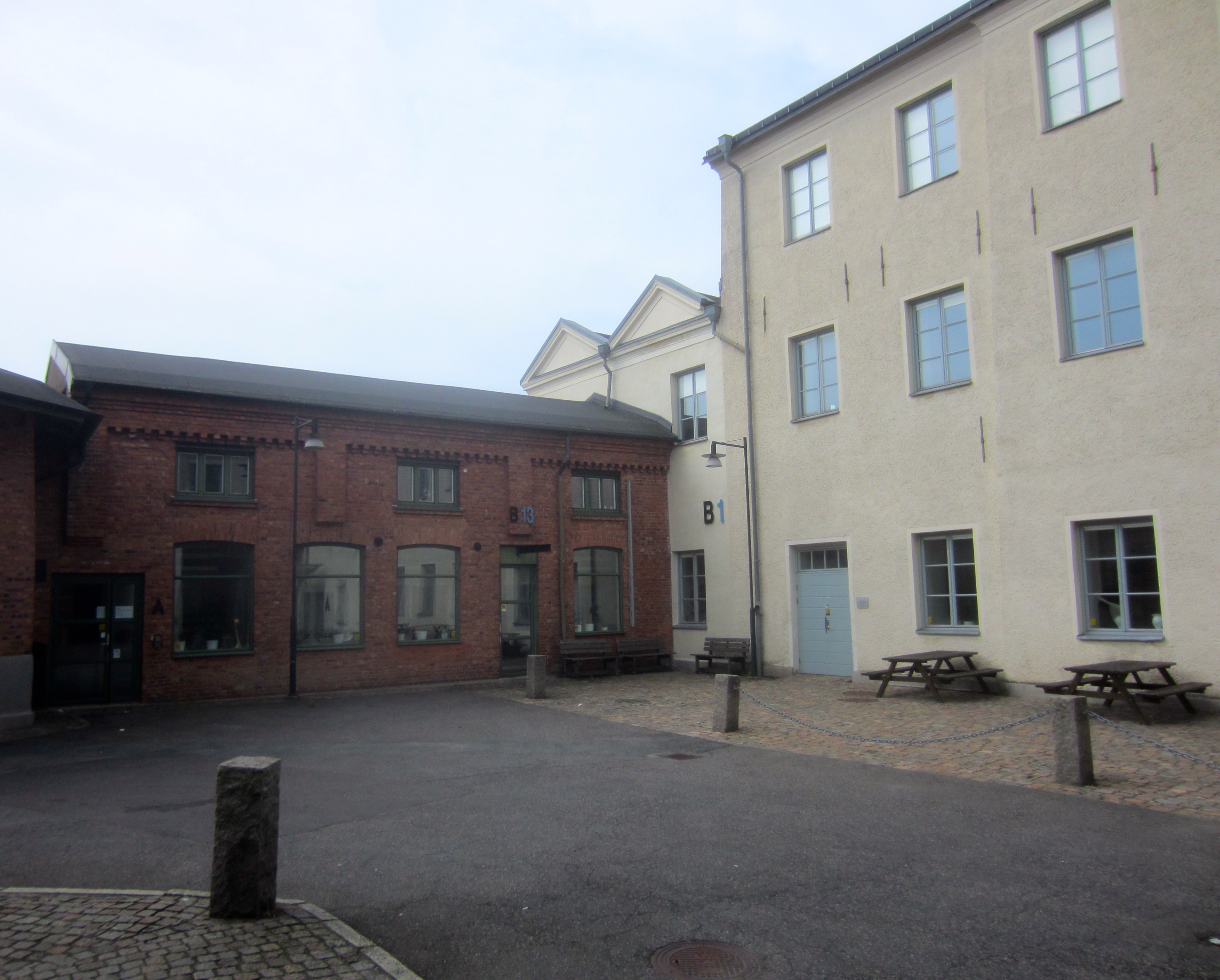
Västra sidobyggnaden (B14) vid tidigare Sahlgrenska sockerbruket.

Sahlgrenska sockerbruket, även Gamla sockerbruket och Ånäs sockerbruk, var ett sockerraffinaderi i åtta våningar (varav tre vindsvåningar) intill Ånäs landeris huvudbyggnad, vid Säveåns södra strand i Gamlestaden i Göteborg. Det kan fortfarande urskiljas bland alla nyare byggnader runtomkring (se foto). Byggnaderna har fastighetsbeteckningen Kvarteret Elefanten 18:7.
Sockerraffinaderiet var en av Göteborgs första stora industrier och startades av de båda bröderna, handels- och politieborgmästare Jacob Sahlgren och direktör Niclas Sahlgren. Det kungliga privilegiebrevet är daterat den 11 november 1729, och gäller en fabriksanläggning och en industri. Genom privilegiet blev Sahlgrenarna skyddade mot alla konkurrenter inom 30 mils avstånd från Göteborg under de första 25 åren av verksamheten. 
Den kände göteborgsskildraren Eric Cederbourg, skriver 1739 att "Sal. Commercie Rådet Jacob Sahlgren på sina egna ägor låtit uppbygga ett kostbart stenhus, fem våningar förutom vinden, det han i lifstiden inrättat til ett Socker-refinaderie, som 1733 kom till sin fullbordan". Sockerbruket sattes i drift på hösten 1732 och omkring åtta år senare uppgick produktionen till 500 000 skålpund årligen, vilket gjorde bruket till det största i Europa.
Efter Jacob Sahlgrens död 1736 fortsatte driften under ledning av änkan Brigitta Sahlgren, född Ekmarck (1694-1771), i eget och arvingarnas namn. Till och med 1819 benämns ägarna "Sahlgren och Söner", där sönerna var Niclas Sahlgren (1717–62) och Olof Sahlgren († 1758). Åren 1822–28 ägdes bruket av Nils Björnberg och därefter till 1832 av hans arvingar. Under åren 1833–35 innehades bruket av firman Dimberg & C:o. Därefter upphörde verksamheten. 
Byggnaden från 1729, som är Göteborgs äldsta bevarade industribyggnad, och en av stadens äldsta byggnader över huvud taget, övertogs 1854 av Rosenlunds spinneri och inreddes till bomullsspinneri. Spinneriet utvecklades till Gamlestadens fabriker, som en filial till fabriken vid Rosenlund. Senare kom företagets driftsingenjör Sven Wingquist, att utveckla den nya typ av sfäriska kullager, som blev utgångspunkt för Svenska kullagerfabriken (SKF), grundad 1907.